# Петъял
Петъя́л (луговомар. Пӧтъял — «деревня по реке Пёт») — деревня в Волжском районе Республики Марий Эл. Входит в состав и является административным центром Петъяльского сельского поселения.

## География
Деревня расположена в 45 км к северо-востоку от районного центра — города Волжска, в северо-восточной части Волжского района, в юго-восточной части Сотнурской возвышенности, на автодороге 88К-011 Помары — Коркатово. Рядом с деревней протекает река Петьялка.
В 1,5 км на юго-восток от деревни расположена сохранившаяся и действующая деревянная Свято-Гурьевская церковь, построенная в 1896 году.

## История
По народной легенде деревня образована пришедшим со стороны деревни Керебеляк мужиком с тремя сыновьями по имени Пектык, Сурган и Тогзян. Каждый из сыновей построил здесь дом и основал хозяйство. Именем младших сыновей современные жители называют две улицы Сурлук и Тогзянлук, а от имени старшего сына Пектык по легенде пошло название деревни.
Деревня упоминается в списках 1763 года, тогда в ней проживало 172 человека, марийцы по национальности, имевшие статус государственных крестьян. Деревня была приписана к приходу Троицкой церкви села Сотнур. К деревне относились околотки Кожласола (Петъял), Тошнер (Петъял) и Сосновая. Рядом с деревней проходил старый Казанский тракт, соединявший Казань и Царевококшайск.
В 1884 году в деревне в доме одного из жителей была открыта церковноприходская школа. Образовано Петъяльское училище, при котором имелась библиотека.
К началу XX века деревня относилась к Сотнурской волости Царевококшайского уезда Казанской губернии. Имелось несколько предприятий и учреждений: ночлежный пункт, земская станция, шерстобойка, водяные мукомольные мельницы, предприятия по торговле бакалейными товарами.
В 1924 году было образовано Петъяльское кредитно-сельскохозяйственное товарищества «У вий», объединившее крестьян бывших Сотнурской и Большепаратской волостей. В 1926 году зарегистрирован сельскохозяйственный кооператив. В 1929 году жителями деревни организована сельскохозартель «У ял».
В 1937 году в деревне было открыто почтовое отделение связи, в 1939 году — фельдшерско-акушерский пункт. Имелся колхозный клуб с драматическим, хоровым, физкультурным и стрелковым кружками. В клубе имелся патефон, проводились киносеансы, спектакли и другие мероприятия.
В 1965 году деревни Петъял и Нижний Азъял Петъяльского сельсовета входили в состав колхоза «За мир».
С 1972 году Петьяльская школа получила статус средней.

## Население
| 2002 | 2010 |
| ---- | ---- |
| 732  | ↗829 |

Жители деревни говорят на своеобразном петъяльском диалекте (подговоре волжского говора) марийского языка, имеющем отличительные моменты в глагольных формах времён и отрицательных частиц в сравнении с другими диалектами марийского языка, выявленном в 1963 году венгерским языковедом Г. Берецки.

## Современное положение
На 1 января 2016 года в деревне имеется 260 хозяйств, в которых проживает 687 жителей. Действуют две пилорамы и несколько магазинов. Имеется сельский дом культуры, сельская библиотека, фельдшерско-акушерский пункт, ветеринарный участок, отделение почтовой связи.
Из образовательных учреждений в деревне расположены Петъяльская средняя школа с дошкольным отделением, филиал Волжского индустриально-технологического техникума, детско-юношеская спортивная школа.
В деревне установлен памятник-обелиск воинам, погибшим в годы Великой Отечественной войны 1941—1945 годов.